# Піке (текстиль)

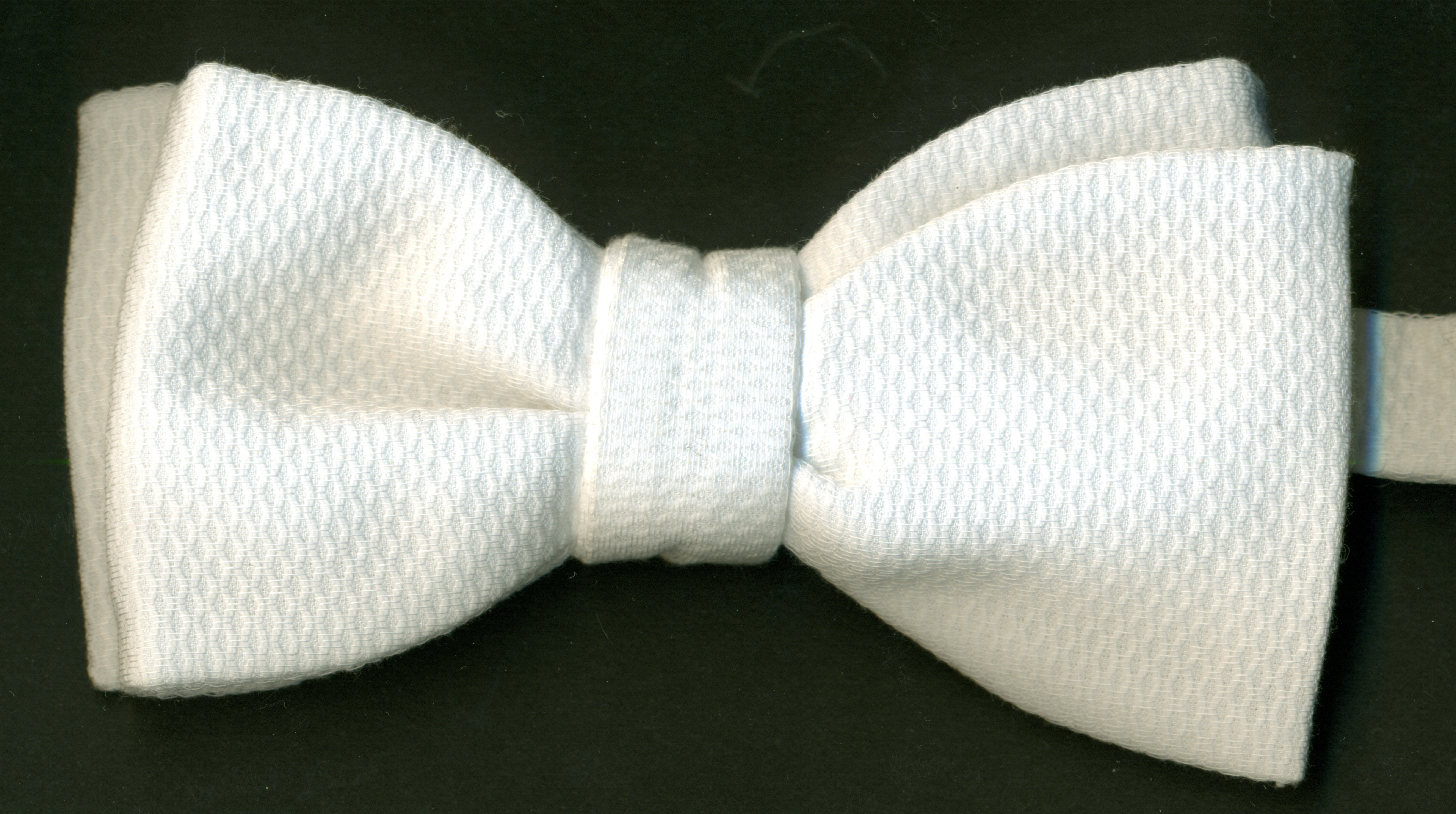

Піке (фр. piqué від piquer — пристібати, прострочувати матерію) — тканина, трикотажне полотно, що виробляється з бавовняної пряжі або хімічних волокон складним переплетенням.
Щільна бавовняна тканина в два утока з рельєфними поперечними рубчиками або рідше опуклими геометричними візерунками на лицьовій стороні. Візерунок зазвичай буває дрібний, нескладний (ромби, квадрати, стільники), смужка практично не зустрічається. В наш час випускається також піке з основними рубчиками різної товщини. Різновидом піке є вафельна тканина.
Тканина міцна, мало мнеться, добре переносить прання в машині. Після прання вимагає підкрохмалювання. Піке надходить у продаж переважно у вибіленому вигляді, але буває кольоровим або з набивним малюнком.
З бавовняного піке шиють літні сукні, костюми, жіночі чоботи, дитячий одяг, білизна. Також йде на обробку, комірці і т. п. Піке з штучного шовку випускається з поздовжніми рубчиками на лицьовій стороні. Воно використовується тільки як сукняна тканина.
Французьке трикотажне піке стало популярним по всьому світу, коли з нього почали виготовляти сорочки-поло.
Дитяче піке — потовщене бавовняне піке з легким начосом на вивороті. Використовується для пошиття дитячого одягу та покривал.
Піке-бумазея — піке з щільним начосом на виворітній стороні.

## Основні властивості
— мала ступінь зминання;
— висока міцність;
— довговічність;
— хороша гігроскопічність;
— повітропроникність;
— легкий догляд.

## Догляд за виробами
Основні правила догляду:
— машинне прання з використання синтетичних миючих засобів;
— легке підкрохмалювання після прання рекомендовано твердим тканинам;
— прасування у відповідному режимі (згідно з позначкою на етикетці);
— за необхідності не забороняється використання плямовивідника щадної дії;
— сушка в звичайному режимі і машинна сушка;
— для виробів з пухкою структурою переплетень можлива горизонтальна сушка.

## У культурі
Знамениті "пікейні жилети" з "Золотого теляти" Ільфа і Петрова були зроблені з піке.

## Галерея

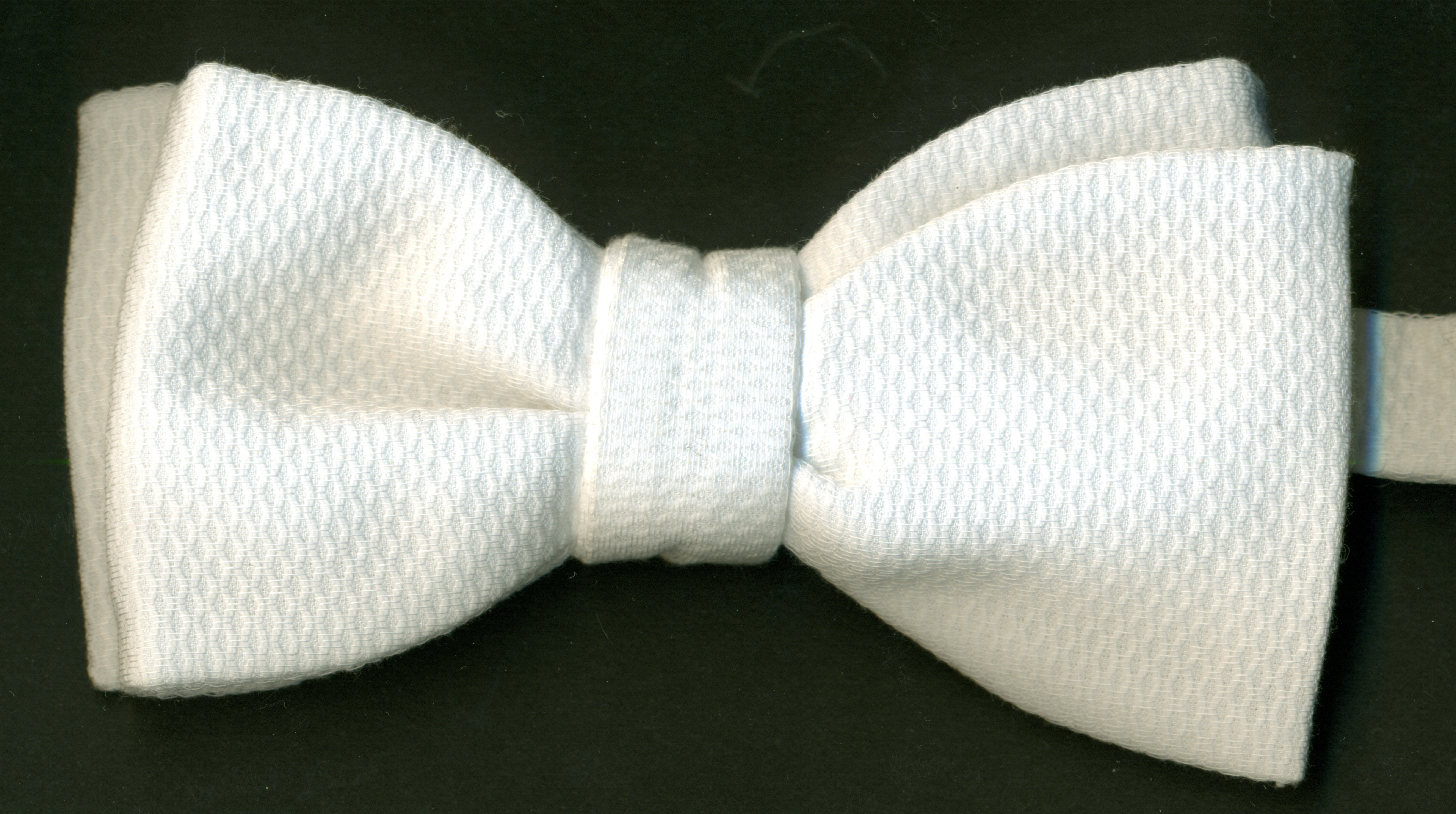
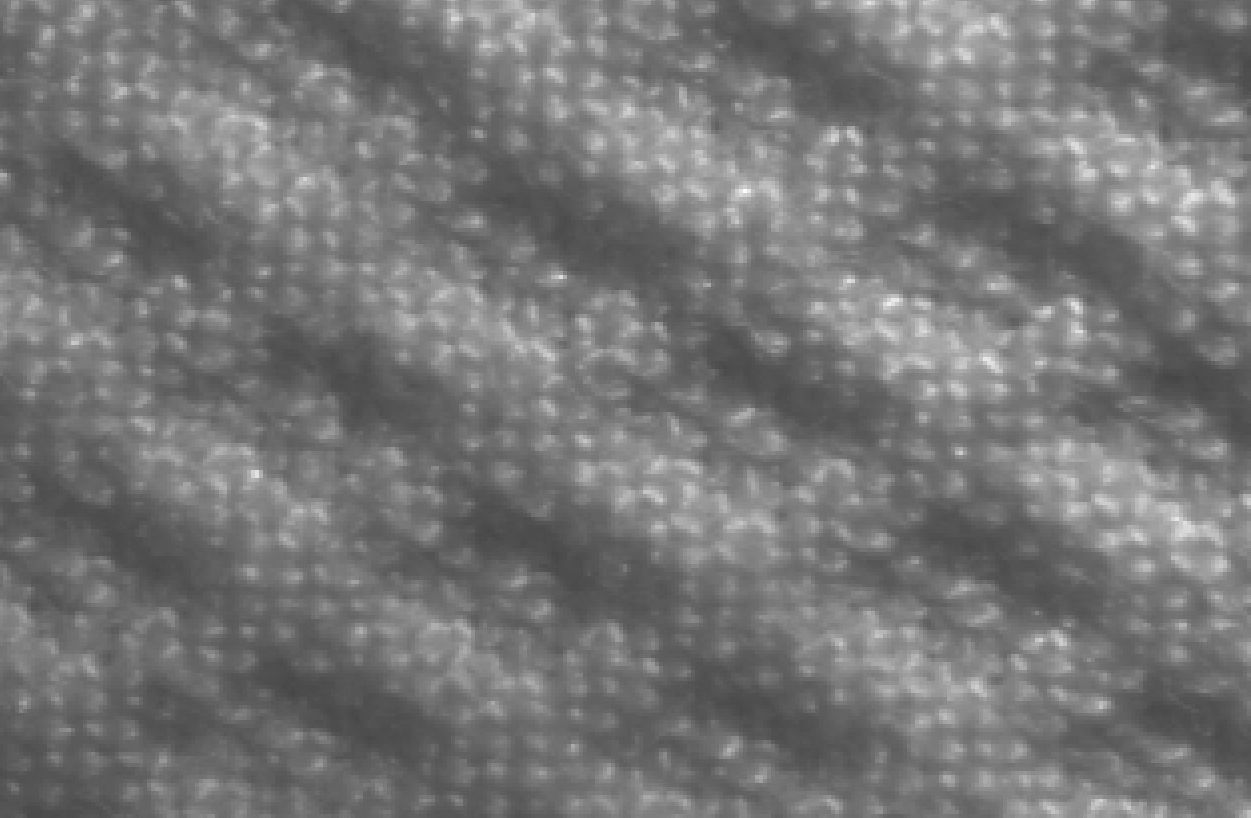
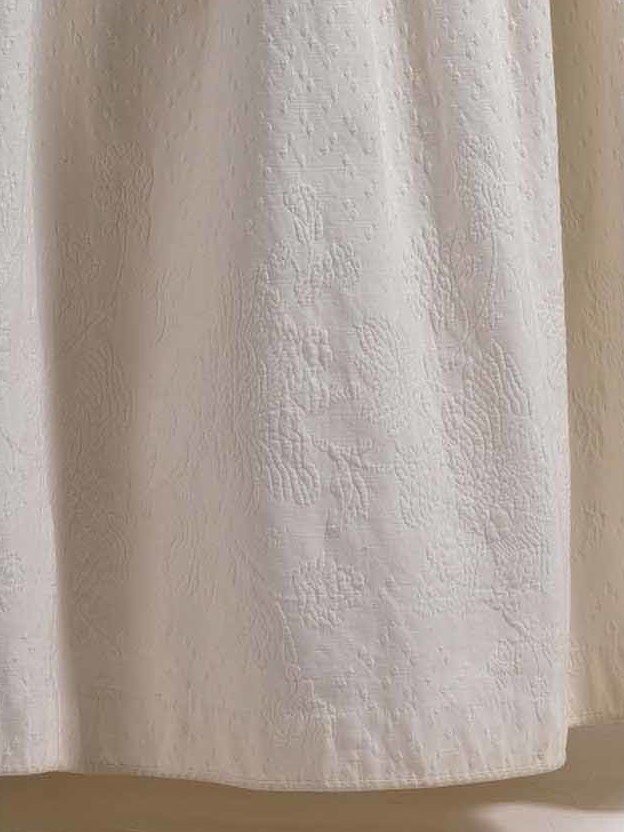
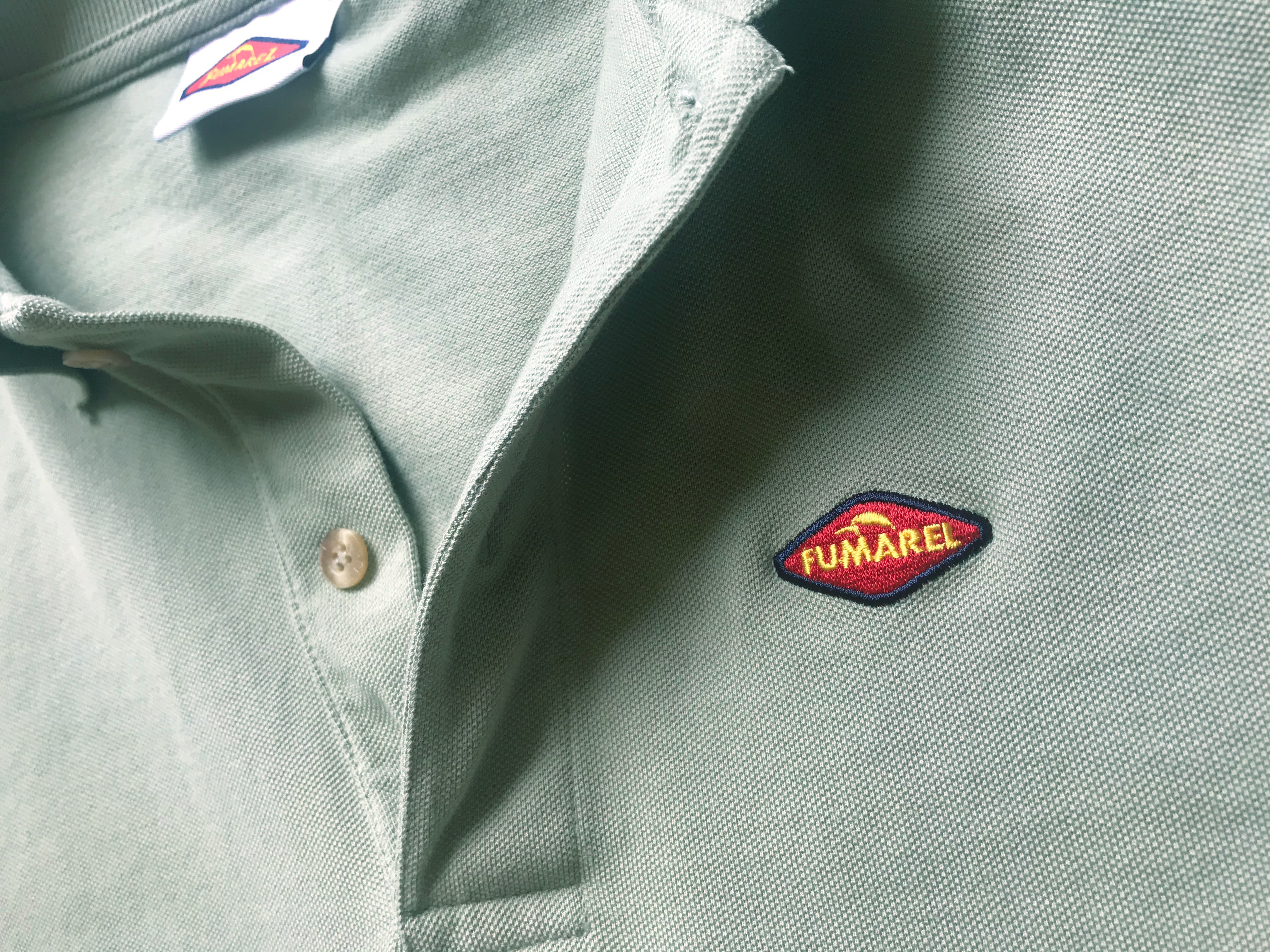